# Georg von Bülow (Generalmajor)
Georg Karl August von Bülow (* 23. Juli 1853 in Marienwerder; † 20. Dezember 1936 in Berlin-Halensee) war ein preußischer Offizier, zuletzt Generalmajor.

## Leben
Georg von Bülow entstammte dem mecklenburgischen Uradelsgeschlecht derer von Bülow. Er war der zweitälteste Sohn des preußischen Regierungsrates Albert von Bülow (1814–1899) und der Marie Helene, geborene von Kameke (1828–1897) aus Stolp.
Nach der Schulausbildung schlug er wie viele seiner Familienmitglieder eine Militärlaufbahn in der Preußischen Armee ein. Als Generalmajor setzte er sich am Ende seiner Karriere in der Reichshauptstadt Berlin zur Ruhe.
1889 heiratete er in Greifswald Käthe Schmidt (* 1864), die aus dieser Hansestadt an der Ostsee stammte. Aus dieser Ehe gingen die Kinder Hans, Margarete und Werner hervor. Letztgenannter Sohn wurde beim Überschreiten der ungarisch-rumänischen Grenze am 8. Mai 1920 als preußischer Leutnant erschossen. Der älteste Sohn Hans von Bülow fiel hingegen 1916 als preußischer Oberleutnant bei Péronne.
Bülow starb im Alter von 83 Jahren in Berlin.